# Primeiro-ministro de Israel
O Primeiro-ministro do Estado de Israel (em hebraico:  רֹאשׁ הַמֶּמְשָׁלָה, Rosh HaMemshala, Chefe de Governo; em árabe: رئيس الحكومة, Ra'īs al-Ḥukūma) é o mais alto cargo do governo, apesar de que oficialmente o chefe de Estado seja o presidente.
O primeiro-ministro não é eleito diretamente pelo cidadão. O chefe do partido com mais assentos na Knesset (parlamento) e que mais tem chance de construir um governo recebe do presidente o mandato para construir um governo. Se o chefe do maior partido consegue compor um governo que ganha confiança da Knesset, ele torna-se o primeiro-ministro.
O primeiro-ministro escolhe um substituto para o caso que ele não esteja capaz de cumprir o seu cargo. Nas eleições de 1996 e de 1999 o primeiro ministro foi eleito diretamente pelo cidadão. Este método não se mostrou melhor que o sistema antigo, e a regulação da eleição do primeiro ministro foi revertida à antiga.
Atualmente o primeiro-ministro de Israel é Benjamin Netanyahu, do partido Likud.